# Protection dorsale
Pour les articles homonymes, voir dorsale.

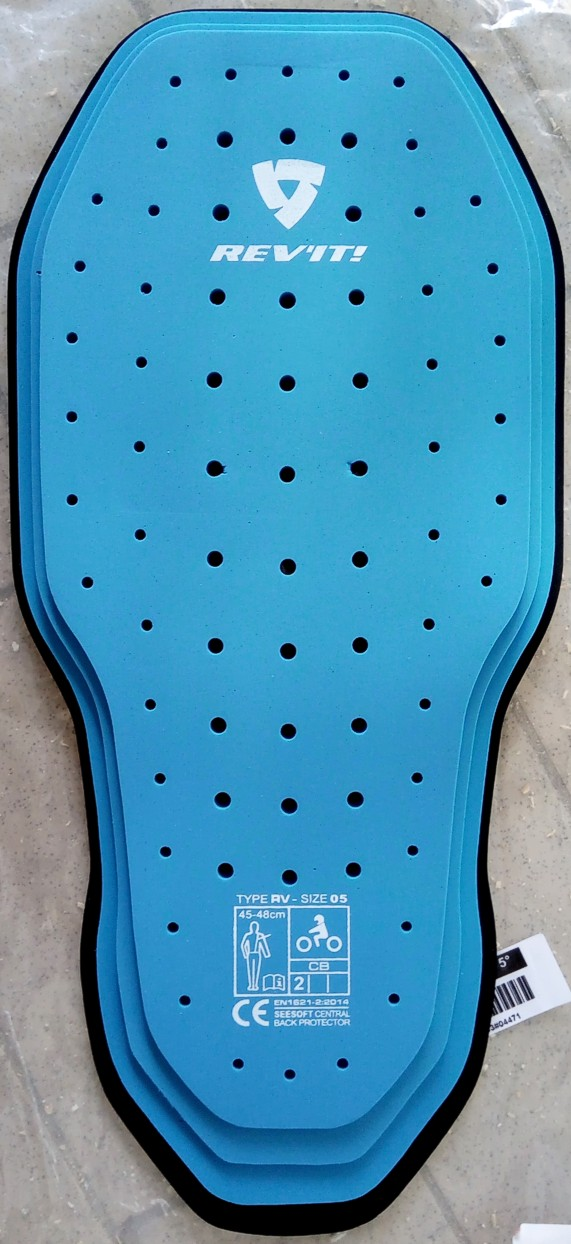
Dorsale homologuée EN 1621-2 de niveau 2.

Une protection dorsale ou dorsale est une coque protégeant le dos et la colonne vertébrale en cas de choc, la colonne pouvant souffrir de séquelles irrémédiables en cas d'accident.
La dorsale peut être utilisée dans les sports risqués, en amateur ou en compétition, par exemple elle est obligatoire en compétition motocycliste sur circuit. Elle se compose de mousse durcie ou plastique et peut être d'une seule pièce ou de plusieurs articulées ensemble. Selon le type, elle protège le dos plus ou moins largement des épaules au coccyx.